# Синђелићев трг (Ниш)
Синђелићев трг у Нишу  једна је од важних културних, пословно-административних и амбијенталних целина и раскрсница магистралних путева ка северу, југу, истоку и западу Србије, у градској општини Медијана.
Трг се налази у ужем централном градском језгру, оивичен стамбеним зградама, зградом Народног позоришта, Домом војске и зградом Суда, које заједно са мањом парковском поврђином доминирају овим простором. Трг пресецају две магистралне саобраћајнице и две „слепа“ улице, претворене у пешећку зону и паркиралиште, и једини у сприлаз стамбеним зградама размештеним по ободу трга. Са северне стране парковске површине, и најлепшег дела трга, налази се „мини“ бензинска пумпа, која би након измешатњем дала тргу лепши изглед, и отворила поглед ка репрезентативном објекту из прошлог века.

## Положај
Означава простор који је са са севера граничи улицама Лоле Рибара и Ћирила и Методија, са истока улицама Краља Стефана Првовенчаног и Синђелићев трг, са југа улицом Николе Пашића и са запада улицом Лоле Рибара. Трг, на приближно два дела, северни и јужни, дели једна од главних магистрала Ниша, улица Вожда Карађорђа.
На јужном делу трга налазе се зграде Народног позоришта и Дом Војске Србије, а иза позоришта велики паркинг простор који окружују бројни етажни и вишеспратни пословно стамбене објекти. На северном делу трга налази се мали градски парк са „мини“ бензинском пумпом, зграде Оптинског суда и Учитељског дома, и неколико етажних и вишеспратних стамбених објеката.

## Историја
У турско време друге половине 19. века био је утрина на периферији града, на месту где је пролазио Цариградски друм преко јарка, који је опкољавао и штитио град. Утрина је уцртана у Винтеровом регулационом плану 1878. године. Према граду утрина се граничила са џамијом, која је стајала на месту данашње апотеке „Ћеле Кула“ познатој под именом „шарена“ или „фукара“ џамија.
Винтеровим планом било је предвиђено затрпавање јарка, а на јужном делу је планирана изградња „гимназије и реалке“. Током реализације јарак је затрпан, а гимназија је изграђена нешто даље на месту Мидхат-пашине „Ислахане“ и шегртског интерната.
Простор данашњег трга је дуже времена крајем 19. и почетком 20. века кориштен као пијаца за дрва, сено, креч, вуну и стоку. На месту данашњег позоришта налазила се општинска вага, а испред ње „шарена чесма“. На месту садашње спомен костурнице били су постављани циркуски шатори.
Своје основне карактеристике и значај трг је добио је тек изградњом Позоришта, иако се на њему већ од раније налазила зграда суда изведена у духу неокласицистичке архитектуре. Камен темељац за нову позориштну зграду постављен је 27. јуна 1937. године, а свечано освећење обављено је 1. јануара 1939.
Изградњом позоришта по ободу трга у то време иницирале је и градњу других објеката око трга, стамбених вишеспратница које су пројектоване у духу Модерне попут “Бановинске зграде“ и стамбене зграде др Љубомира и Десе Спасић. Стамбену зграду популарно названу “Бановинска“ пројектовао је исти аутор као и зграду позоришта, арх. Весволд Татаринов.
Почетак Другог светског рата прекинуо је даљу изградњу трга, али и по завршетку рата, 50-тих и 60-тих година, наставља се градити на простору трга у духу касне Модерне, пре свега Дома војске, који својом архитектуром и поставком у простору био изванредан наставак, или завршетак формирања овог трга у Нишу.

## Објекти
Поред Народног позоришта и спомен костурнице на Тргу се налазе Палата правде у којој је смештен суд. Иза Палате правде налази се Учитељски дом, а са друге стране се налазе Дом Војске Србије и биоскоп.

## Галерија
- Народно позориште
- Палата правде
- Дом среза нишког направљен око 1910 - данас Палата правде
- 1930. године трамвај, Палата правде а иза је Учитељски дом
- Учитељски дом
- Учитељски дом
- Гробница народних хероја
- Гробница народних хероја
- Гробница народних хероја
- Биста Бранка Миљковића испред Народног позоришта на Синђелићевом тргу
- Биста Стевана Сремца испред Народног позоришта на Синђелићевом тргу
- Спомен Чесма у Синђелићевом парку изграђена у склопу прославе 1700. година Миланског едикта